# 羅維戈省
羅維戈省（義大利語：Provincia di Rovigo）是意大利威尼托大区的一個省。面積1,789平方公里，2013年人口244,062人。首府羅維戈。
下分50市鎮。